# Анета (ім'я)
Анета, Aneta — жіноче ім'я, слов'янський варіант імені Annette.
Відомі носії:
- Анета Гавлічкова — чеська волейболістка
- Анета Германова — болгарська волейболістка
- Аннета Губер-Клавітер — німецька жінка-математик
- Анета Камінська — польська поетеса, перекладачка
- Анетта Кемпбел-Вайт — венчурна капіталістка з Нової Зеландії
- Анетта Кіз — чеська порноакторка
- Анета Конєчна — польська веслувальниця
- Анета Копач —  польська режисер
- Анета Кренглицька — польська танцівниця і королева краси
- Анетта Сондей — польська дипломатка
- Анета Сукап — канадська тенісистка
- Анета Флорчик — польська спортсменка
- Анета Ядовська — польська письменниця-фантастка